# Teiresias
Teiresias var i græsk mytologi en blind seer. Han havde sit virke hos kongerne i Theben. Ifølge mytologien gjorde Hera ham blind.

## Teiresias og guderne
Teiresias så en dag to slanger parre sig og dræbte hunnen med en gren. Straks blev han til en kvinde. Otte år senere var han vidne til det samme, men dræbte hannen og blev forvandlet til en mand. En gang skændtes Hera og hendes konstant utro mand Zeus om, hvorvidt det er manden eller kvinden, der har mest glæde af samleje. Zeus hævdede, at det var kvinden, mens Hera påstod, at det måtte være manden. De besluttede sig for at spørge Teiresias, der som den eneste havde prøvet begge dele. Teiresias afgjorde, at af en skala på ti, får manden en tiendedel af fornøjelsen, og kvinden de ni. Dette svar gjorde Hera så vred, at hun gjorde Teiresias blind. Som trøst gav Zeus ham evnen til at se ind i fremtiden.
Teiresias var først rådgiver for kong Kadmos; senere for kong Laios og dennes søn Ødipus og for Kreon. Han blev dræbt af Apollon, da han drak af en hellig kilde.
Ovid fortæller i Metamorfoser, at Narkissos var søn af
flodnymfen Liriope og flodguden Kifisos. Liriope spurgte Teiresias, om hendes søn kom til at vokse op og leve længe. Tiresias svarede, at det gjorde han, "bare han ikke får sig selv at se". Det var et svar, ingen lagde videre mærke til;  men da Narkissos som 16-årig fik sit spejlbillede at se, var han tabt for denne verden.

## Eftermæle
I græsk litteratur optræder Teiresias flere gange, mest markant i tragedierne fra den thebanske sagnkreds af Sofokles, Aischylos og Euripides.
Hos Homer optræder Teiresias i Odysseen, da Odysseus besøger ham i Hades og får flere råd med på vejen, om hvordan han skal komme levende forbi Skylla og Kharybdis.
I romersk litteratur omtales hans forvandling fra mand til kvinde og kvinde til mand i Ovids Metamorfoser. Ifølge Plinius den Ældre opfandt Teiresias spådomskunsten. 
I Lukian fra Samosatas Nekyomantia bliver Teiresias i Hades spurgt: "Hvad er den bedste måde at leve på?" hvortil Teiresias hvisker spørgeren i øret: "Den jævne mands liv er det bedste og klogeste valg. Glem metafysiske spekulationer og grublen om ophav og hensigt. Tag den yderste afstand fra deres snu logik, anse alle disse ting som snak, og vær optaget af en eneste ting: Hvordan du kan gøre det, dine hænder finder anledning til - og gå din vej med et smil og helt uden lidenskab." 
I senere litteratur møder vi Teiresias blandt andet i Dantes Guddommelige Komedie.